# Commission centrale d'aide sociale
Pour les articles homonymes, voir CCAS.
La Commission centrale d'aide sociale est une juridiction d'appel en France, fondée en 1905 et supprimée en 2018, qui se prononçait sur les recours formés contre les décisions des commissions départementales (article L134-2 du code de l'action sociale et des familles). Elle se prononçait également, dans certains cas, en premier et dernier ressort (article L134-3). Ses décisions étaient susceptibles d'un recours en cassation devant le Conseil d'État.

## Histoire
La CCAS est compétente pour le contentieux du RMI mais non du RSA. Le remplacement du RMI par le RSA en 2009 aura donc pour effet de réduire son activité, le contentieux du RMI représentant environ la moitié des affaires avant la réforme.
Cette juridiction avait compétence sur les litiges liés à la CMU complémentaire, l'aide médicale de l’État (AME), le RMI, les aides sociales versées aux personnes âgées et aux personnes handicapées.
La loi du 18 novembre 2016 de modernisation de la justice du XXIe siècle supprime cette juridiction au plus tard le 1er janvier 2019. Le contentieux sera alors traité par les cours d'appel. Le fait que les organismes payeurs y siégeaient, les rendant à la fois juge et partie, ont fait que leurs compositions ont été jugées contraires aux principes constitutionnels et de la CEDH.
La CCAS tient sa dernière audience le 26 septembre 2018 à Paris alors qu'un millier de dossiers restent non jugés et que d'autres étaient encore attendus, les commissions départementales étant encore actives jusque fin 2018. Le contentieux relatifs aux dossiers traités par la CCAS doivent échoir au tribunal administratif, mais le fait que les plaignants doivent former un recours administratif préalable obligatoire pourrait dissuader les plus modestes, alors que cette juridiction est par ailleurs réputée peu sensibilisée au droit social.